# Клоччя

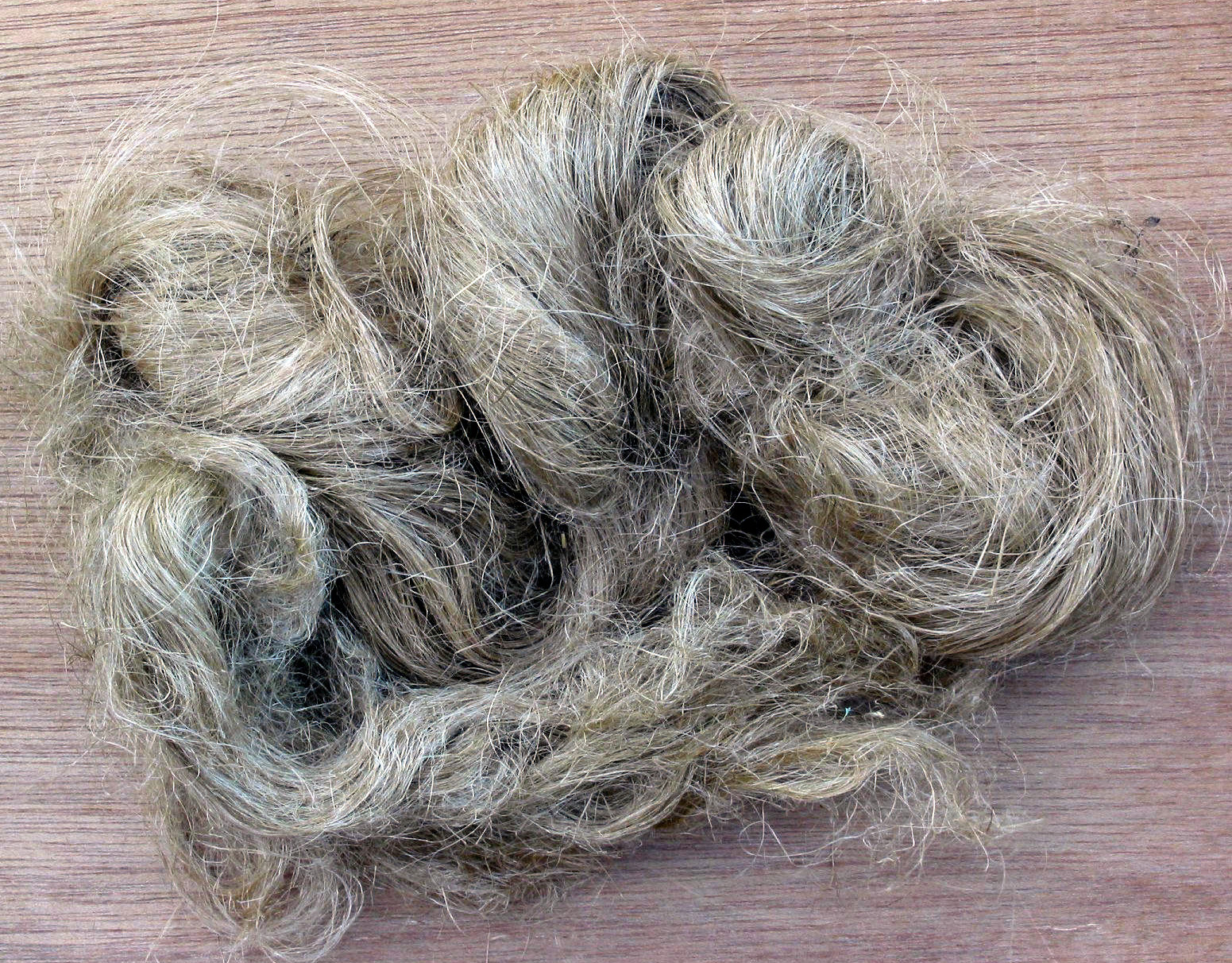
Конопляне волокно

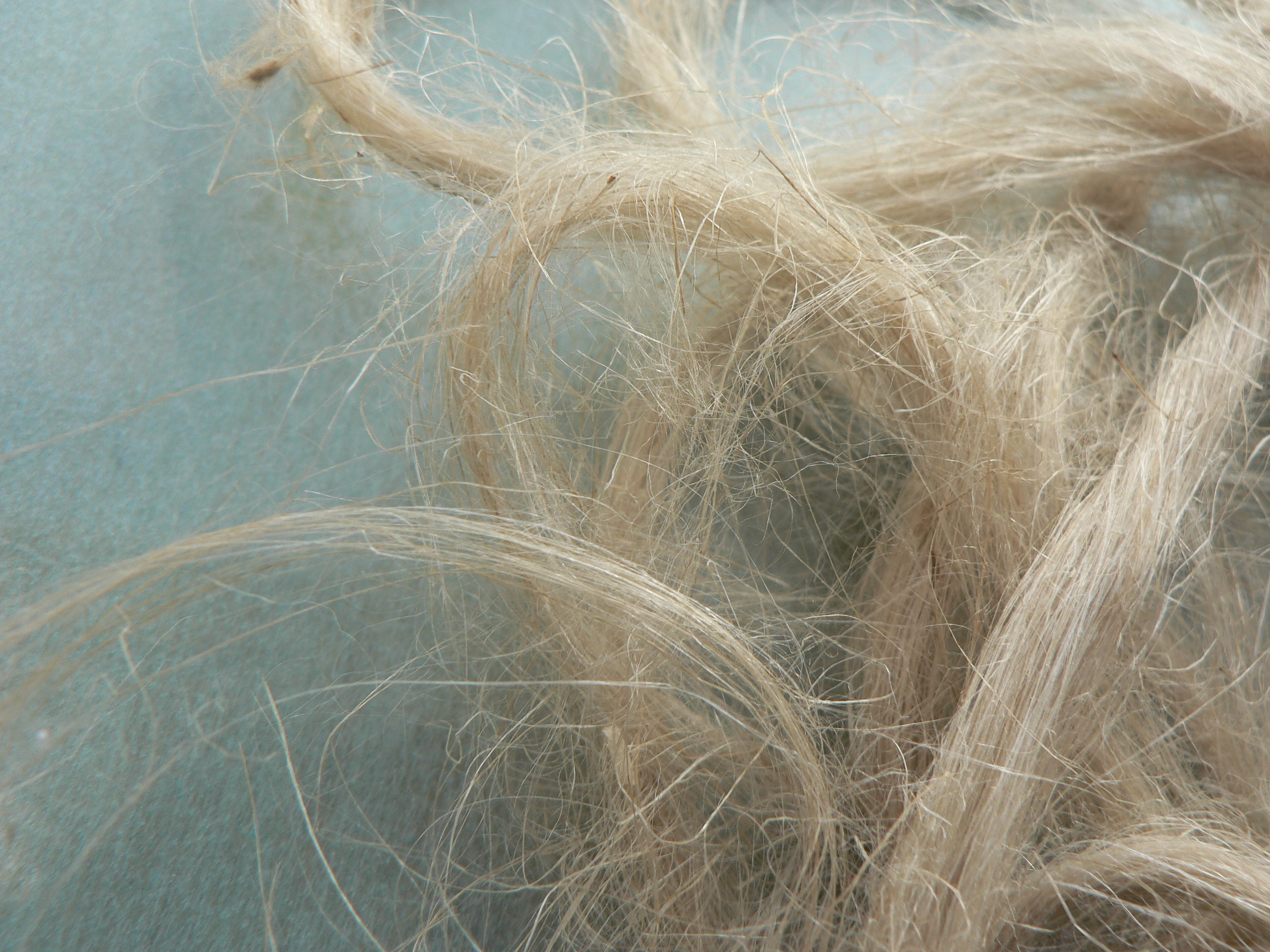
Лляне волокно (клоччя)

Кло́ччя — побічний продукт, що утворюються під час чесання луб'яного волокна, стебел коноплі, льону, джуту та інших рослин. Порівняно з прядивом, клоччя погано підходить для прядіння — у неї довгі волокна, засмічені кострицею. Має широкий спектр використання як ущільнювач та є сировиною для виготовлення мотузок.

## Використання
Грубе, коротке непрядне волокно використовується для конопачення суден, стін будинків, йде на виготовлення мотузок, використовується як теплоізолятор, як обтиральний та пакувальний матеріал. Клоччя має асептичні властивості. Якість клоччя залежить від довжини волокон і ступеня їх очищення від костриці.
Часто клоччя переробляється в стрічку, просочену смолами дерев хвойних порід з додаванням гасу (клоччя смолене стрічкове).
Натуральне волокно застосовують у своєму виробництві визнані у світі фірми «BMW», «Audi», «Nissan», «Opel», «Toyota», «Volvo», «Ford» та ін. для армування луб'яними волокнами пластиків: поліуретану, поліпропілену, термопластів. Заміна легшими луб'яними волокнами (з середньою густиною 1,5 г/см3) традиційного скловолокна (середня густина — 2,5 г/см³) дозволяє суттєво знизити вагу виробу.
Через свої довгі волокна з вмістом костриці клоччя погано підходить для прядіння, але у старовину з нього могли виробляти грубі нитки, що називалися «вал» або «клочанка», придатні для ткання грубого полотна — валовини (ряднини). З цього матеріалу робили мішки, рядна.

## Мовні звороти
- Жувати клоччя — нудно та набридливо повторювати одне й те саме
- Не вартий (фунта) клоччя — не має ніякої цінності
- Він не з клоччя — сильної волі, наполегливий, непіддатливий
- Як з клоччя батіг — погана, нікудишня річ, людина[1]

Клоччя в голові - про щось недоречно (може, й жартома) мовлене.

## Цікаві факти
У судна № 4, що було знайдене біля острова Хортиця і приналежало до військових суден зі складу Дніпровської
гребної флотилії, яка в 1737-39 роках брала участь у військових діях проти Туреччини, пази між дошками були проконопачені клоччям і потім просмолені.